# Cançoner (poesia trobadoresca)
Els cançoners han estat el mitjà pel qual ens ha estat transmesa la poesia trobadoresca.
La poesia trobadoresca (un corpus de més de 2.500 poesies d'uns 450 trobadors i trobairitz) s'ha conservat exclusivament en cançoners, reculls de poesies fets gairebé tots en els segles xiii i XIV i copiats a Itàlia (més de la meitat), Catalunya (una desena), Occitània (una cinquena part) o el nord de França (uns 14). No es conserven manuscrits de joglar ni, evidentment, autògrafs. També hi ha alguns casos de poesies, o simplement estrofes, que s'han conservat només inserides en gramàtiques o tractats poètics. Altres poesies, normalment només fragments, es conserven en l'interior del text de les vidas, també copiades en els cançoners. Es conserven al voltant d'un centenar de cançoners; però alguns són només fragments d'alguns folis que a vegades els estudiosos no classifiquen com a cançoner independent sinó que l'associen al cançoner al qual més s'assemblen. Alguns cançoners conserven poesia trobadoresca junt amb poesia francesa.
Als cançoners escrits sobre pergamí se'ls donen sigles en lletres majúscules i als cançoners escrits sobre paper, minúscules. El sistema de sigles va ser introduït per Karl Bartsch. Als cançoners descoberts amb posterioritat se'ls han donat sigles seguint amb l'ordre alfabètic o afegint lletres addicionals en superíndex (vegeu els casos de Sg o VeAg).

## Contingut
Els cançoners habitualment copien les poesies ordenades per gèneres o per autors. Cal notar que a vegades diversos cançoners atribueixen la mateixa poesia a diversos autors. Això pot passar fins i tot a l'interior d'un sol cançoner.
Alguns cançoners inclouen vidas, breus biografies dels trobadors, que sovint s'insereixen encapçalant el recull de les seves poesies o també recollides a part. I també razós, petits escrits que expliquen les circumstàncies en què es va escriure un poesia.
Alguns cançoners inclouen miniatures que retraten, evidentment de manera no realista, els trobadors i trobairitz. Les miniatures sovint dibuixen algun aspecte mencionat en la vida del trobador; si la vida diu que va acabar els seus dies en un convent, se'l representa com a monjo; si la vida diu que feia bona música, se'l representa amb un instrument, etc. Els cançoners A, H, I, K contenen miniatures al costat de les vidas dels trobadors. Altres cançoners (C, E, M, N, R) també contenen miniatures però sense una relació tan estreta amb la vida i la selecció de poesies de cada trobador.
Quatre cançoners (G, R, W i X) han conservat, a més, la notació musical de les peces. En conjunt, es conserven 265 melodies de poesies trobadoresques, això és, d'una desena part de tot el corpus trobadoresc.

## Taula dels principals cançoners de la poesia trobadoresca
| Imatge | Sigla del cançoner | Provinença / Data                                | Localització actual                     | Signatura                                                | Notes |  |
| ------ | ------------------ | ------------------------------------------------ | --------------------------------------- | -------------------------------------------------------- | --- |  |
|        | A                  | Llombardia, Segle XIII                           | Biblioteca Vaticana, Roma               | Latini 5232                                              | Amb 45 miniatures que retraten trobadors i trobairitz. Digitalitzat a la Biblioteca Vaticana: https://digi.vatlib.it/view/MSS_Vat.lat.5232 |  |
|        | B                  | Occitània, Segle XIII                            | Bibliothèque nationale de France, París | BN f.f. 1592                                             | |  |
|        | C                  | Occitània, Segle XIV                             | Bibliothèque nationale de France, París | BN f.f. 856                                              | Conté 1206 composicions; és el que en conté més Reproducció fotogràfica a Gallica |  |
|        | D                  | Llombardia, 12 d'agost de 1254 (la primera part) | Biblioteca Estense, Mòdena              | Kg.4.MS2=E.45=α.R.4.4                                    | Dividit en quatre parts, la darrera és el florilegi de Ferrarí de Ferrara, de principis del XV. Disponible en línia Arxivat 2020-02-27 a Wayback Machine. |  |
|        | E                  | Occitània, Segle XIV                             | Bibliothèque nationale de France, París | BN f.f. 1749                                             | Reproducció fotogràfica a Gallica |  |
|        | F                  | Llombardia, Segle XIV                            | Biblioteca Vaticana, Roma               | Chigi L.IV.106                                           | |  |
|        | G                  | Llombardia o Vènet, finals del s. XIII           | Biblioteca Ambrosiana, Milà             | R 71 sup.                                                | Conté notacions musicals |  |
|        | H                  | Llombardia, finals del s. XIII                   | Biblioteca Vaticana, Roma               | Latini 3207                                              | Amb 8 miniatures que retraten trobairitz: Almucs de Castelnau, Beatriu de Dia (dos retrats), Iseut de Capio, Maria de Ventadorn, Lombarda, Tibors de Sarenom i una trobairitz anònima. |  |
|        | I                  | Llombardia, Segle XIII                           | Bibliothèque nationale de France, París | BN f.f. 854                                              | Amb 91 minatures que retraten trobadors i trobairitz. Reproducció fotogràfica a Gallica |  |
|        | J                  | Occitània, Segle XIV                             | Biblioteca Nazionale, Florència         | Conventi Soppressi F.IV.776                              | |  |
|        | K                  | Llombardia, Segle XIII                           | Bibliothèque nationale de France, París | BN f.f. 12473                                            | Amb 79 minatures que retraten trobadors i trobairitz. Reproducció fotogràfica a Gallica |  |
|        | L                  | Llombardia, Segle XIV                            | Biblioteca Vaticana, Roma               | Latini 3206                                              | |  |
|        | M                  | Llombardia, Segle XIV                            | Bibliothèque nationale de France, París | BN f.f. 12474                                            | Reproducció fotogràfica a Gallica |  |
|        | N                  | Llombardia, Finals del XIII                      | Pierpont Morgan, Nova York              | 819                                                      | Pertangué a Sir Thomas Phillips |  |
|        | O                  | Llombardia, Segle XIV                            | Biblioteca Vaticana, Roma               | Vat. Lat. 3208                                           | |  |
|        | P                  | Llombardia, 1310                                 | Biblioteca Laurenziana, Florència       | XLI.42                                                   | |  |
|        | Q                  | Llombardia, Segle XIV                            | Biblioteca Riccardiana, Florència       | 2909                                                     | |  |
|        | R                  | Regió de Tolosa o Rouergue, Segle XIV            | Bibliothèque nationale de France, París | BN f.f. 22543                                            | Cançoner d'Urfé o La Vallière. Va pertànyer a la família d'Urfé fins al segle XVIII i després fou adquirit pel duc de La Vallière (Louis César de La Baume Le Blanc, bibliòfil). Conté un gran nombre de peces amb notació musical. És el cançoner que n'ha transmès més. Reproducció fotogràfica a Gallica |  |
|        | S                  | Llombardia, Segle XIII                           | Bodleian Library, Oxford                | Douce 269                                                | |  |
|        | Sg                 | Catalunya, Segle XIV                             | Biblioteca de Catalunya, Barcelona      | 146                                                      | Cançoner Gil; sigla Z, segons Zufferey |  |
|        | T                  | Llombardia, finals del s. XIII                   | Bibliothèque nationale de France, París | BN f.f. 15211                                            | Reproducció fotogràfica a Gallica |  |
|        | U                  | Llombardia, Segle XIV                            | Biblioteca Laurenziana, Florència       | XLI.43                                                   | |  |
|        | V                  | Catalunya, 1268                                  | Biblioteca Marciana, Venècia            | 278, fr. App. cod. XI                                    | Compilat per R. de Capellades |  |
|        | Veag               | Catalunya, Segle XV                              | Biblioteca de Catalunya, Barcelona      | 7, 8                                                     | Cançoner Vega-Aguiló |  |
|        | W                  | potser a l'Artois, 1254–c. 1280                  | Bibliothèque nationale de France, París | BN f.f. 844                                              | Conté notació musical. Conté també poesia francesa (de trobers; conegut com a cançoner M per la poesia de trobers). Chansonnier du roi potser fet per a Carles d'Anjou. Reproducció fotogràfica a Gallica                                                                                                   |  |
|        | X                  | Lorena, Segle XIII                               | Bibliothèque nationale de France, París | BN f.f. 20050                                            | ''Chansonnier de Saint-Germain-des-Prés'', abadia n'era propietària el segle xviii. Conté notació musical. Conté també poesia francesa (de trobers; conegut com a cançoner U per la poesia de trobers). Reproducció fotogràfica a Gallica                                                                   |  |
|        | Y                  | França/Llombardia, Segle XIII                    | Bibliothèque nationale de France, París | BN f.f. 795                                              | |  |
|        | Z                  | Occitània, Segle XIII                            | Bibliothèque nationale de France, París | BN f.f. 1745                                             | |  |
|        | a                  |                                                  | Biblioteca Riccardiana, Florència       | 2814                                                     | Còpia feta per Jaume Teissier de Tarascon d'un cançoner perdut compilat per Bernart Amoros. Conservat en dues parts: a i a¹. |  |
|        | a¹                 |                                                  | Biblioteca Estense, Mòdena              | Càmpori Appendice 426, 427, 494 (olim Gamma.N.8.4.11–13) | |  |
|        | b                  | Itàlia, Segle XVI                                | Biblioteca Vaticana, Roma               | Barberini 4087                                           | Còpia d'un cançoner perdut de Miquel de la Tor. |  |
|        | c                  | Itàlia, Segle XV                                 | Biblioteca Laurenziana, Florència       | XC if 26                                                 | |  |
|        | f                  | Occitània, Segle XIV                             | Bibliothèque nationale de France, París | BN f.f. 12472                                            | Cançoner Giraud. Reproducció fotogràfica a Gallica |  |